# دریاچه ایماندرا
دریاچه ایماندرا (روسی: Имандра) دریاچه‌ای در جنوب‌غربی شبه‌جزیره کولا در استان مورمانسک روسیه است که اندکی بالاتر از مدار شمالگان قرار گرفته‌است. این دریاچه ۱۲۷ بالاتر از سطح دریا قرار دارد و مساحت آن ۸۷۶ کیلومتر مربع و بیشینه ژرفای آن ۶۷ متر است.

## نگارخانه

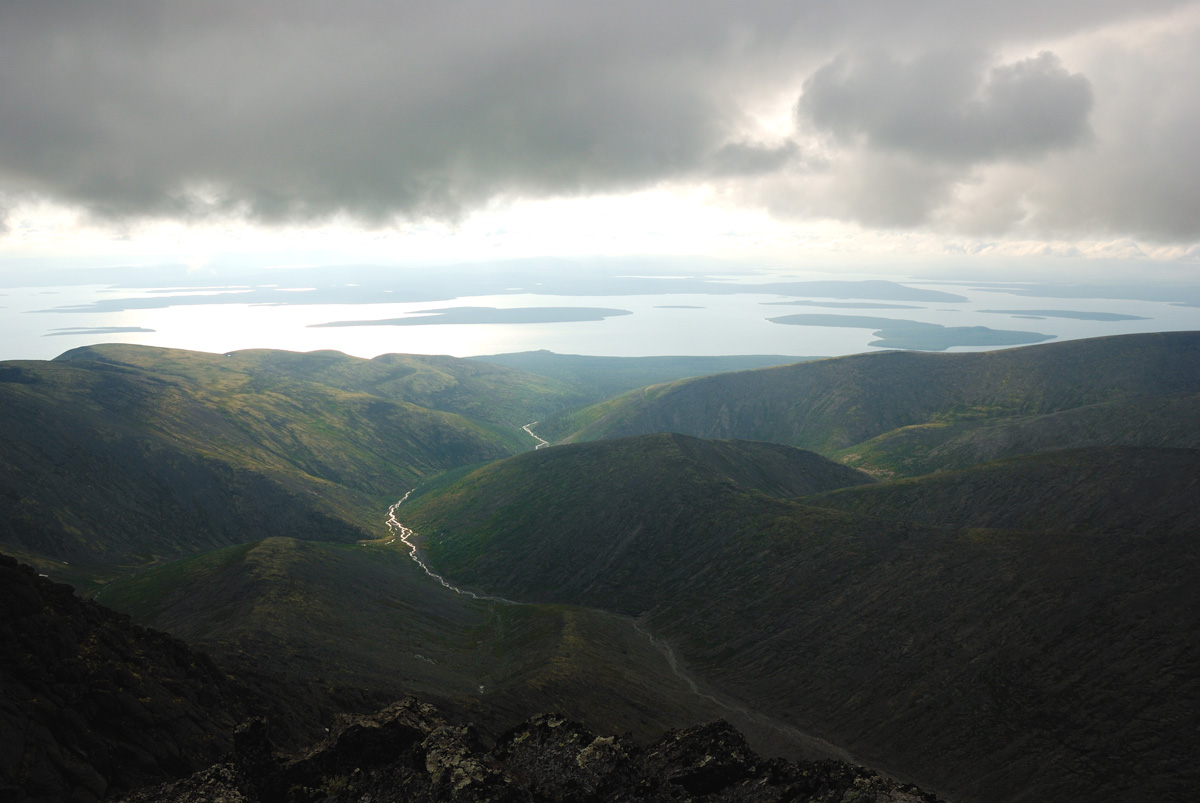
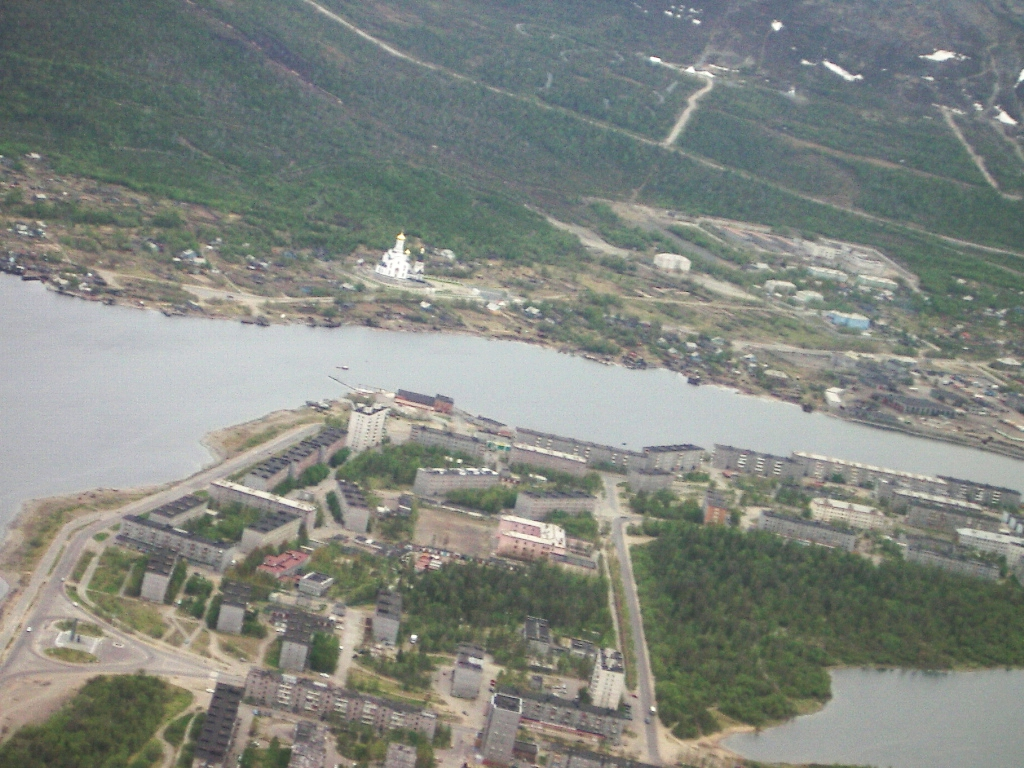
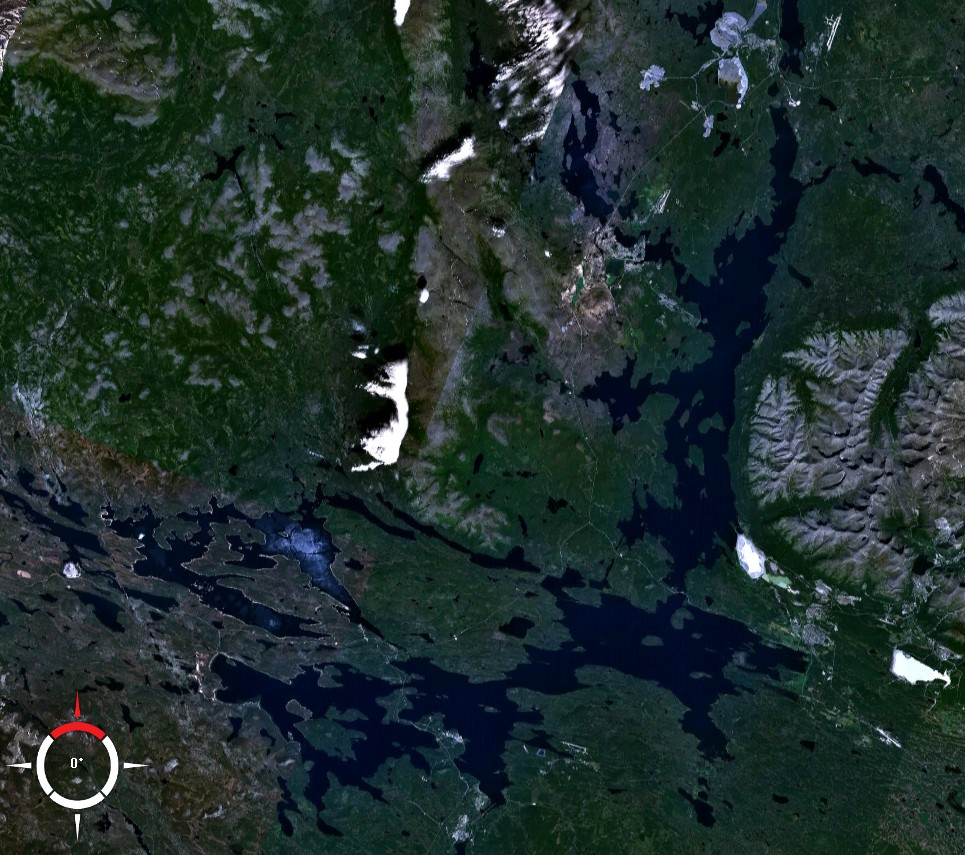